# Chiesa di Santa Maria delle Grazie (Ortona)
La chiesa di Santa Maria delle Grazie è un luogo di culto cattolico di Ortona, in provincia di Chieti, sede vescovile dell'arcidiocesi di Lanciano-Ortona.

## Storia
La chiesa ed il convento di frati minori al quale era associata venne eretta insieme alla Chiesa di Sant'Angelo della Pace di Lanciano, oggi Sant'Antonio, per ricordare la pace proclamata il 17 febbraio 1427 nella basilica di San Tommaso Apostolo da San Giovanni da Capestrano. Infatti, il nome originario della chiesa era quello di Santa Maria della Pace, o Madonna della Pace.
La chiesa fu gravemente danneggiata nel 1943 durante la Battaglia di Ortona, perdendo tutti gli elementi più significativi risalenti secoli XVI e XVII, tra i quali gli affreschi realizzati da maestranze lombarde.
L'ex convento era stato soppresso nel 1866, e ceduto al Comune, che ne fece uso per la scuola pubblica, e a seguire per l'ospedale civile. I frati francescani tornarono a Ortona nel 1922.
Nel 1965 l'Arcivescovo di Lanciano-Ortona Monsignore Pacifico Perantoni eresse la chiesa a parrocchia. Fino al 2007 la chiesa ospitò la Comunità dei Frati Francescani.
Attualmente la chiesa ospita la Cappella musicale "Passio Christi" che organizza i riti della Settimana Santa a Ortona. 

## Architettura

### Esterni
La chiesa si affaccia su piazza San Francesco; il progetto della chiesa attualmente visibile è  di Dagoberto Drisaldi, lo stesso ricostruttore della Basilica tommasiana di Ortona e della chiesa parrocchiale di Canosa Sannita. 
Ha impianto longitudinale rettangolare, con navata unica, alla maniera semplice dei monasteri Osservanti. Si presenta con una facciata ornata da un chiostro ed un campanile sulla sinistra. 
La facciata in mattoni rossi è decorata da un ordine di finestre a tutto sesto, sovrastate da un timpano triangolare. Il portale si ingresso è a tutto sesto, ornato da un mosaico a sfondo dorato sulla lunetta. Il campanile è una torre quadrangolare in mattoni rossi, con l'orologio sul lato affacciato su piazza San Francesco. Il concerto è di 4 campane motorizzate a mezzo slancio. L'ex convento, ricostruito dopo la guerra, ha continuato ad ospitare l'ospedale civile "Gaetano Bernabeo", finché negli anni 90 non è stato spostato nella nuova struttura del quartiere Fonte Grande, mentre la vecchia struttura ospita l'ASL.

### Interni
All'interno è ospitato il corpo del beato Lorenzo da Villamagna, vissuto presso l'annesso convento francescano, in una apposita cappella sulla sinistra dell'ingtesso. Trattasi di una cappella decorata dal soffitto a mosaici lapislazzuli che mostrano un cielo stellato. Vi è una statua della Madonna col Bambino.
La navata unica della chiesa è l'unico elemento originale della chiesa antica, scampara al cannoneggiamento nazista e canadese, tuttavia rifatto seguendo uno stile eclettico, che conserva solo la scansione a costoloni delle campate. Il fondo del presbiterio è ad abside semicircolare, vi sono 4 finestre che ricalcano le basiliche romaniche di Roma, con dipinti dei maggiori rappresentati dell'ordine francrscano. La volta dell'abside è abbellita da un moderno dipinto della Madonna in gloria tra i santi dell'ordine.
Sulla parete destra della chiesa, in prossimità dell'altare, si trova un frammento di pittura rinascimentale della chiesa antica. Del pittore polacco trasferitosi in Abruzzo, Sebastiano Majeski, si conserva un quadro di Cristo flagellato del XVI secolo. Del pittore andò perso il ciclo delle "Storie di San Francesco" presso le lunette del chiostro conventuale, distrutte dai lavori post-soppressione. 
Altra opera di interesse è un quadro sulla parete sinistra, che mostra San Francesco in estasi, della scuola del Guercino, restaurata tuttavia pesantemente nel 1948, dopo dei danni. Sotto il quadro c'è un bassorilievo con scolpiti dei versi latini del poeta abruzzese Cesare De Titta. Presso l'altare si conservano u simboli della Passione, utilizzati nella processione del Venerdì santo, opera moderna di Paolo Spoltore di Lanciano. 

### Aspetto della chiesa antica
La chiesa storica, come dimostrano fotografie pre-guerra, aveva l'impianto a navata unica, con la facciata quadrata, piana e spoglia, all'abruzzese, ricalcante in parte lo stile romanico per il portico ad arcate che precedeva prevedeva l'ingresso. Vi era una finestra centrale, trasformata negli anni 30 in un rosone a raggiera. Il campanile laterale seicentesco, eretto da Giovanni Berardino de Federicis, era una torre quadrata simile a quella attuale. L'interno era ricoperto da intonaci, comunque era spoglio, dotato di un tabernacolo monumentale presso l'altare maggiore.
Le bombe danneggiarono la chiesa soprattutto nella facciata, che andò distrutta, e una foto che testimonia la distruzione è stata usata anche dal pittore Tommaso Cascella per uno dei pannelli maiolicati del Monumento alle vittime civili di guerra, presso il cimitero comunale.
La torre campanaria coi lavori di ricostruzione fu abbattuta, sebbene recuperabile, e ricostruita. Soltanto la porzione dell'absise e del presbiterio furono conservate, sebbene con interventi molto impattanti.
Nel 1578 i frati Osservanti fecero realizzare il dipinto della Madonna della Concezione al pittore Giovanni Paolo Donati di Aquila . Gli altari erano in stucco e in scagliola dipinta, alcuni con tele di Donato Teodoro di Chieti. Sono ricordati nell'archivio vescovile gli altari di Sant'Anna, di Santa Croce, di Sant'Ambrogio dei Lombardi, Sant'Antonio e della Madonna Immacolata.  L'altare maggiore in stucco con tela dipinta da Teodoro, era fatto su progetto di Michele Clerici di Milano.